# Luise Krüger (Leichtathletin)

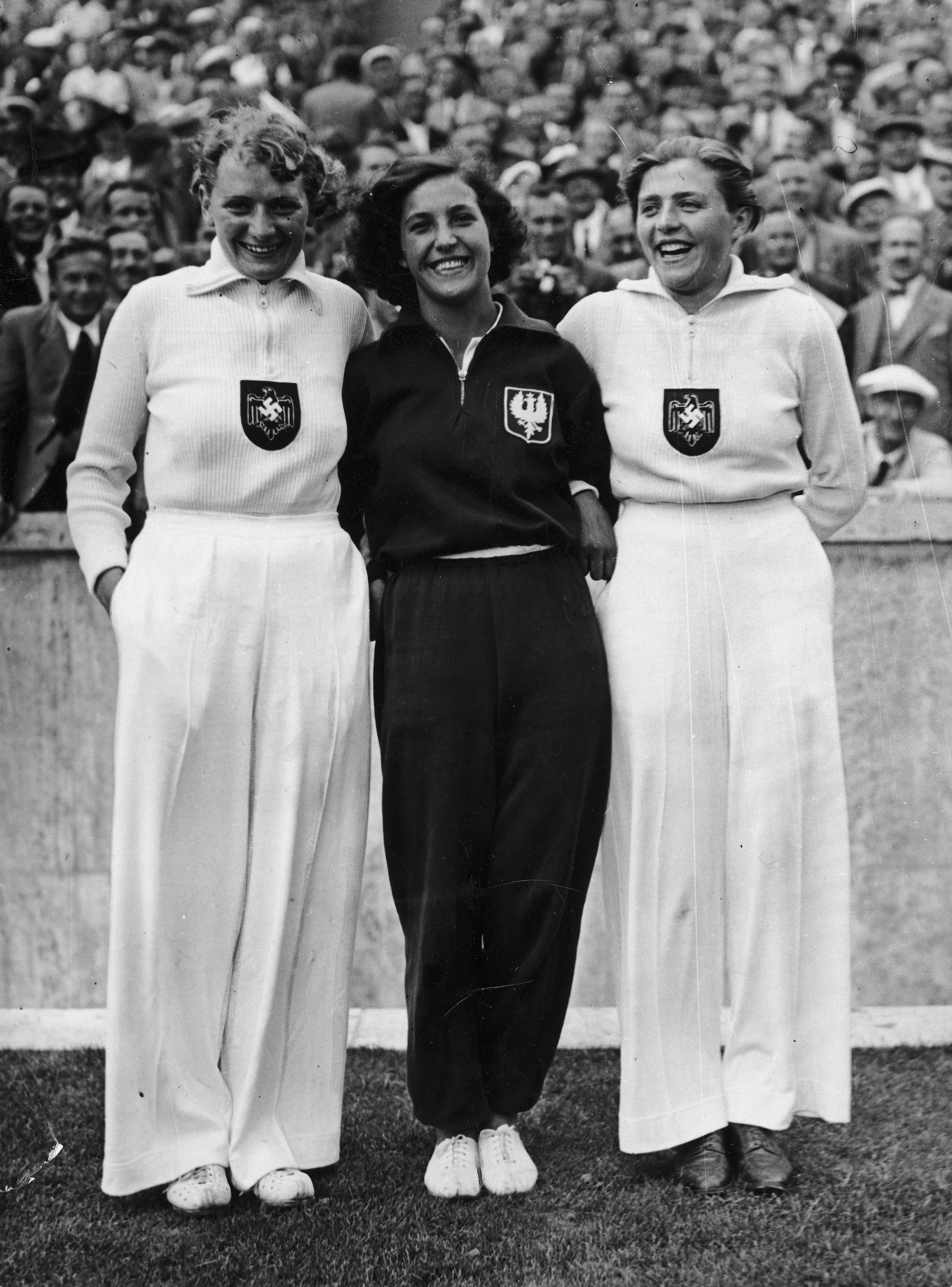
Die Medaillengewinnerinnen Tilly Fleischer, Maria Kwaśniewska und Luise Krüger bei den Olympischen Spielen 1936

Martha Luise Krüger (Kosename Lies; * 11. Januar 1915 in Dresden-Cotta; † 13. Juni 2001 in Dresden) war eine erfolgreiche deutsche  Leichtathletin. Sie gewann 1936 die Silbermedaille bei den Olympischen Spielen 1936 in Berlin im Speerwurf. Später war sie als Sportlehrerin tätig.

## Leben
Lies Krüger wuchs im Dresdner Stadtteil Cotta auf. Seit ihrem sechsten Lebensjahr war sie in Sportvereinen aktiv. 1930 gelang ihr ihr erster Erfolg bei den Frauen-Weltspielen in Prag. Seit diesem Jahr arbeitete sie im Konsumverein Vorwärts, ab 1933 bei der Schokoladenfabrik Jentzsch. Ab 1933 trainierte sie bei dem bekannten Dresdner SC. 1935 wurde sie Kontoristin bei dem Bauunternehmer Paul Rauchfuß. 1936 gelang Luise Krüger der zweite Platz bei den Olympischen Spielen in Berlin. Seit 1938 war sie als Kontoristin bei der DREWAG tätig.
Auch nach dem Zweiten Weltkrieg war Krüger weiter sportlich aktiv. Sie gewann 1948 und 1949 die Ostzonenmeisterschaften im Speerwurf. Ab 1952 war Luise Krüger als Sportlehrerin an der TU Dresden tätig. Dort unterrichtete sie alle Studenten, die vier Semester Sportunterricht obligatorisch belegen mussten. Sie trainierte auch Hildrun Claus, die unter ihr DDR-Meisterin und DDR-Rekordlerin im Weitsprung wurde, und später Weltmeisterschaftsdritte und Weltrekordlerin.
1975 ging Luise Krüger im Alter von 60 Jahren in den Ruhestand.

## Sportliche Laufbahn

### Erfolge
Im Speerwurf (außer 1941/42)
- 1930 3. Platz Frauen-Weltspiele (40,10 m)
- 1931 1. Platz Arbeiterolympiade Wien
- 1934 1. Platz Deutsche Meisterschaften
- 1936 2. Platz Olympische Spiele (40,78 – 39,24 – 43,29 m – 40,69 – 37,94 – 42,96)
- 1938 3. Platz Leichtathletik-Europameisterschaften 1938 (42,49 m)

- 1941 1. Platz Deutsche Meisterschaften, im Fünfkampf
- 1942 1. Platz Deutsche Meisterschaften, im Fünfkampf

- 1948 1. Platz Ostzonenmeisterschaften
- 1949 1. Platz Ostzonenmeisterschaften

### Weitere sportliche Aktivitäten
Luise Krüger startete auch im Fünfkampf (deutsche Meisterin 1941 und 1942) und spielte Tennis, Handball, Faustball und Hockey, dieses noch 1950 in der BSG Lokomotive Dresden.
In ihrer aktiven Zeit war sie 1,66 m groß und 54 kg schwer.

### Sportvereine
- 1920–1923 Turnverein Jahn Cotta
- 1923–1933 Turnverein Briesnitz-Cotta
- 1934–1945 Dresdner SC
- um 1946–um 1950 SG Friedrichstadt
- um 1950–um 1952 BSG Lokomotive Dresden

## Wertschätzung
Luise Krüger gehört zu den erfolgreichsten Dresdner Sportlerinnen bis 1945. Sie war auch als Sportlehrerin danach sehr beliebt. Zwischen 2015 und 2018 wurde sie als Namensgeberin für das Stadion an der Bodenbacher Straße in Dresden vorgeschlagen. Dieses wurde aber bisher nicht umgesetzt.

„Sie war bei den Dresdner Sportlern beliebt. Auch heute erinnern sich noch viele gern an sie. (...) Für sie stand der Spaß am Sport im Vordergrund, das Ergebnis war zweitrangig. Karl Schreiber erinnert sich an sie als ‚optimistische Trainerpersönlichkeit – herzhaft, einfühlsam wie humorvoll zugleich‘.“

„An einem Tag im Februar 1960 waren die Mädels der Hockeymannschaft von Lokomotive Dresden extrem aufgeregt. Die Jugendmannschaft stand im Endspiel der DDR-Meisterschaft in Magdeburg und die jungen Spielerinnen drohten angesichts der Herausforderung den Kopf zu verlieren. Doch ihre Trainerin Luise Krüger wusste die Mädchen zu beruhigen und erzählte zur Ablenkung von ihren Erlebnissen bei den Olympischen Spielen 1936. Die Motivation wirkte. Die Dresdnerinnen gewannen mit 8:0 gegen Magdeburg und wurden DDR-Hallenmeister.“